# Parade of the Athletes
『Parade of the Athletes』(パレード・オブ・ジ・アスリーツ)は、オランダのDJティエストの二番目のスタジオ・アルバムである。

## 概要
- アテネオリンピックの開会式で演奏された楽曲を収録したものである。
- 6曲目のAthensはトマゾ・アルビノーニのアルビノーニのアダージョをリミックスしたものである。歌は、アメリカ (ギリシア語: Ηνωμένες Πολιτείες Αμερικής)と日本 (ギリシア語: Ιαπωνία)のチームがパレードで行進したときに演奏された。
- 10曲目のAdagio for Stringsはサミュエル・バーバーの同名作品をリミックスしたものである。

## 収録曲
- 1. "Heroes"   8:36
- 2. "Breda 8pm (DJ Montana Edit)"   6:43
- 3. "Ancient History"   6:06
- 4. "Traffic"   4:13
- 5. "Euphoria"   6:05
- 6. "Athena"   6:17
- 7. "Olympic Flame"   5:34
- 8. "Lethal Industry"   4:36
- 9. "Coming Home"   6:28
- 10. "Adagio for Strings"   5:57
- 11. "Victorious"   4:38
- 12. "Forever Today"   7:06